# São Bento do Mato
A Freguesia de São Bento do Mato, com sede na povoação de Azaruja, é uma freguesia portuguesa do Município de Évora com 66,55 km² de área e 991 habitantes (censo de 2021), tendo, por isso, uma densidade populacional de 14,9 hab./km².
A sede da freguesia situa-se na vila de Azaruja. Faz parte desta freguesia o aglomerado populacional das Courelas da Azaruja.

## Toponímia
De acordo com o linguista português, José Pedro Machado, o étimo do nome «Azaruja» provém do árabe al zarjun, que, por seu turno, significa «cepa de videira».

## História
A freguesia de São Bento do Mato parece ter origem no século XVI, data em que o seu território terá sido separado da vizinha freguesia de São Miguel de Machede. Pertenceu ao extinto concelho de Evoramonte até cerca de 1836, data em que transitou para o município de Évora.
A vila de Azaruja começou a ter importância na segunda metade do século XVIII, no local situado a cerca de dois quilómetros da igreja paroquial. Aí se desenvolveu a indústria corticeira, que ainda hoje é a principal atividade da vila. A Azaruja teve efemeramente, durante o século XIX, o nome de Vila Nova do Príncipe. Para o desenvolvimento populacional da freguesia contribuiu também, no final do século XIX, o Conde de Azarujinha, que aforou as suas propriedades em courelas, dando origem à fixação de rendeiros. Nesta freguesia situa-se também o antigo Santuário de Nossa Senhora do Carmo, que até às duas primeiras décadas do século XX foi um importante centro de peregrinações. Os principais acontecimentos desta freguesia são as Festas em Honra do Divino Espírito Santo (7 semanas depois da Páscoa) e a Feira Anual (2º fim-de-semana de setembro). 
São Bento do Mato é uma das mais populosas freguesias rurais do município de Évora, cidade onde a maioria da população desenvolve a sua atividade profissional.

## Demografia
A população registada nos censos foi:
| Distribuição da População por Grupos Etários | Distribuição da População por Grupos Etários | Distribuição da População por Grupos Etários | Distribuição da População por Grupos Etários | Distribuição da População por Grupos Etários |
| -------------------------------------------- | -------------------------------------------- | -------------------------------------------- | -------------------------------------------- | -------------------------------------------- |
| Ano                                          | 0-14 Anos                                    | 15-24 Anos                                   | 25-64 Anos                                   | > 65 Anos                                    |
| 2001                                         | 161                                          | 169                                          | 634                                          | 379                                          |
| 2011                                         | 137                                          | 91                                           | 568                                          | 355                                          |
| 2021                                         | 94                                           | 78                                           | 464                                          | 355                                          |

## Património
- Apeadeiro de Azaruja
- Anta da Herdade do Zambujal
- Igreja de Nossa Senhora de Fátima (igreja paroquial)
- Anta do Paço da Vinha
- Igreja de São Bento do Mato e Dólmen anexo
- Pelourinho de Azaruja
- Palácio do Conde de Azarujinha
- Praça de Touros de Azaruja
- Santuário de Nossa Senhora do Carmo

## Cultura/Desporto
Na vila de Azaruja existem diversos grupos associativos:
- Grupo União e Recreio Azarujense que integra a Banda Filarmónica do Grupo União e Recreio Azarujense
- Grupo Musical Azarujense "Os Unidos"
- Grupo Orgulhoso de Ser Motard Alentejano (GOSMA)
- Departamento Associativo de Jovens Azarujenses
- Solendas

## Festas e Romarias
- Festas em Honra do Divino Espírito Santo (realizam-se 7 semanas depois da Páscoa)
- Feira Anual de Azaruja (2º fim-de-semana de setembro)
- Marchas Populares de Santo António (junho)
- Festa da Sardinha (julho)
- Feiras e Mostras Gastronómicas

## Gastronomia
Um dos ex-libris desta localidade é a rica gastronomia. Na primeira metade do século XIX, ingleses e catalães instalaram em Azaruja as primeiras fábricas de cortiça, transformando esta localidade no principal centro corticeiro do Alentejo. Esta mistura cultural foi-se consolidando com o passar dos anos, o que trouxe à população local uma personalidade muito própria. 
Principais petiscos:
- Boletes
- Botifarras
- Linguniças
- Bacalhau de Aliol
- Tortilhas